# Sai Kung District
Sai Kung (chinesisch 西貢區 / 西贡区, Pinyin Xīgòng Qū, Jyutping Sāigung Kēui – „Bezirk Sai Kung“) ist einer der 18 Distrikte Hongkongs. Er liegt im Osten der New Territories und ist mit etwa 13.600 Hektar (136,32 km²) der flächenmäßig fünftgrößte Distrikt Hongkongs. In Bezug auf die Einwohnerzahl steht er mit etwa 462.000 Einwohnern (2016) unter den Distrikten an siebter Stelle. Die amtlich registrierten Wählerschaft des Distrikts für den Bezirksrat (englisch district council) beträgt 2021 insgesamt 298.797.

## Beschreibung
Sai Kung umfasst den südlichen Teil der Sai Kung-Halbinsel (der nördliche Teil gehört zum Tai Po District) und den Küstenabschnitt östlich von Kowloon. Der Distrikt hat eine grob angenähert U-förmige oder halbmondförmige Form, wobei durch das „U“ bzw. den Halbmond eine große Meeresbucht umschlossen wird, in der sich der Hafen Port Shelter (Ngau Mei Hoi, 牛尾海) und mehrere Inseln befinden, die auch zum Distrikt gehören. Die größten dieser Inseln sind Kau Sai Chau (滘西洲), Tiu Chung Chau (Jin Island, 吊鐘洲), Kiu Tsui Chau (Sharp Island, 橋咀洲), Tai Tau Chau (大頭洲) und Ngau Mei Chau (Shelter Island, 牛尾洲).
Schon etwas außerhalb der erwähnten Bucht liegen die ebenfalls zu Sai Kung gehörenden Inseln Tung Lung Chau (東龍洲), Sha Tong Hau Shan (Bluff Island, 沙塘口山), Fo Shek Chau (Basalt Island, 火石洲) und Fo Tau Fan Chau (Town Island, 伙頭墳洲). Insgesamt gehören mehr als 70 Inseln zu Sai Kung.
Hinsichtlich der Siedlungsstruktur lässt sich Sai Kung in verschiedene Regionen einteilen. Im südlichen Abschnitt wurde an der Hong Kong Island gegenüberliegenden Bucht Tseung Kwan O (Junk Bay, 將軍澳) die Hochhaussiedlung Tseung Kwan O New Town (將軍澳新市鎮) erbaut. Im Jahr 2016 lebten in dieser New Town 398.479 Menschen, d. h. etwa 86 Prozent der Bevölkerung des gesamten Distrikts.
Die restlichen 14 Prozent (ca. 63.000 Einwohner) verteilten sich auf die im nordwestlichen Abschnitt, am Ende von Port Shelter gelegene Siedlung Sai Kung, die dem ganzen Distrikt ihren Namen gegeben hat, und die anderen Regionen, die noch weitgehend einen ländlichen, dörflichen Charakter beibehalten haben.

## Besonderheiten und Sehenswürdigkeiten
In Sai Kung befindet sich der Campus der Hong Kong University of Science and Technology, die im Oktober 1991 ihren Betrieb aufnahm und die sich in Kürze einen internationalen Ruf als sehr gute Ausbildungs- und Forschungsstätte erworben hat.
Geologisch bietet der Distrikt einige interessante Land- und Felsformationen, was dazu geführt hat, dass einige Inseln in den Hong Kong UNESCO Global Geopark integriert wurden.
Im Osten von Sai Kung befindet sich das High Island Reservoir (deutsch Hochinsel-Stausee; 萬宜水庫), ein Süßwasserreservoir, das durch Absperrung eines Teils der Meeresbucht mit Dämmen entstanden ist. Das Projekt wurde 1979 fertiggestellt und der entstandene Stausee ist mit 280 Millionen m³ das volumenmäßig größte Süßwasserreservoir Hongkongs.
Sai Kung, das früher als der „Hinterhofgarten von Hongkong“ (Back Garden of Hong Kong) galt, war schon länger bei Touristen und Einheimischen als Naherholungsgebiet populär. In neuerer Zeit ist es auch vermehrt zum Ausflugsziel für Liebhaber von Meeresfrüchten und Fischgerichten geworden. Weitere besondere Ausflugsziele sind das kleine Sheung Yiu Folk Museum (上窰民俗文物館), in dem die bäuerliche Hakka-Kultur gezeigt wird, das 1989 eingeweihte Ehrenmal für die Gefallenen aus Sai Kung während des Zweiten Weltkrieges (Memorial Monuments for Sai Kung Martyrs During World War II, 烈士墓園), die verschiedenen Landschaftsparks in Sai Kung, diverse Tempel (Alter Tin Hau-Tempel in Fat Tong Mun 佛堂門天后古廟, High Island Tin Hau-Tempel 糧船灣天后宮), u. a. m.